# Cercotrichas podobe
Cercotrichas podobe là một loài chim trong họ Muscicapidae.